# Palazzo Gerini
Palazzo Gerini è un edificio storico di Firenze, situato in via Ricasoli 42-44 a Firenze, con un affaccio secondario anche su via Alfani.

## Storia e descrizione

### Origini
Sulla "via del Cocomero" (vecchio nome di via Ricasoli) esistevano varie case della famiglia Ginori, una delle quali venne acquistata nel 1455 da Piero da Gagliano; verso la fine del secolo si aggiunsero alla proprietà altre due case, che vennero trasformate in un unico corpo di fabbrica, ulteriormente abbellito dalla famiglia Salviati, che lo acquistò nel 1579 forse in occasione delle seconde nozze che Antonio Salviati celebrò nel 1593 con Lucrezia Guadagni, promuovendo importanti lavori di ristrutturazione all'intero palazzo, per i quali si è ipotizzato l'intervento del giovane architetto Gherardo Silvani, e nuove decorazioni interne affidate al Poccetti e alla sua bottega (sale al piano terra, tuttora esistenti).

### Sei e Settecento

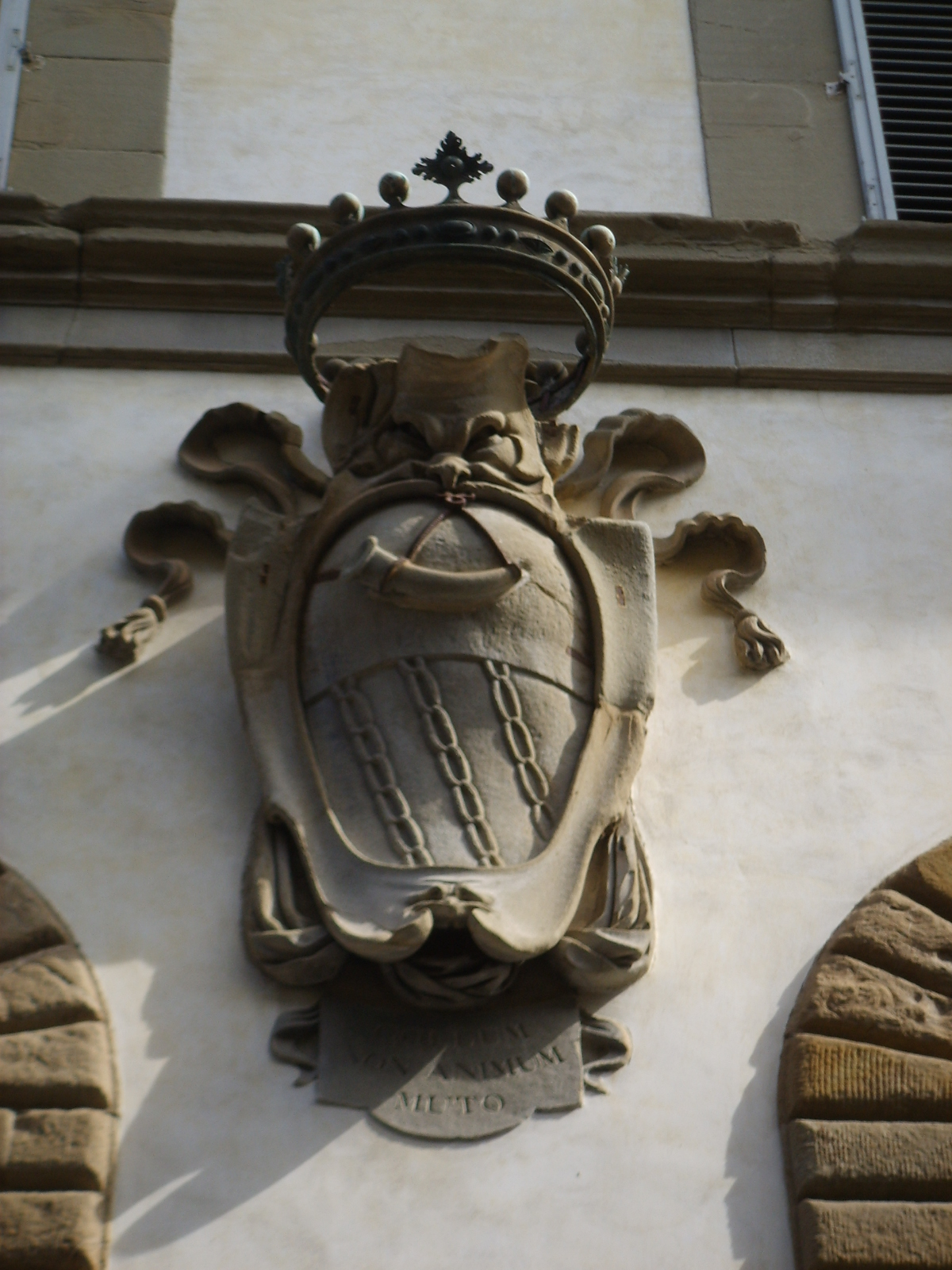
Stemma Gerini in facciata

L'edificio venne acquistato dai Gerini nel 1650, dieci anni dopo che a Carlo Gerini, segretario del cardinale Carlo de' Medici, era stato assegnato il titolo di marchese. La famiglia Gerini trasformò gli ambienti interni commissionando importanti cicli ad affresco ad Anton Domenico Gabbiani e a Jacopo Chiavistelli e alla sua scuola, dando avvio ad una prestigiosa raccolta di dipinti andata in parte dispersa nel 1825 (si segnala ancora nel palazzo due tele del Volterrano). Il palazzo venne accuratamente descritto da Giovanni Cinelli che, prima di elencare le numerosissime opere d'arte conservate negli interni, restituisce la vastità degli spazi e delle decorazioni del palazzo: "di bello, e lodevole disegno, con ornamenti di finestre e porte assai vaghe, e nobile di questa l'abitazione essendo divisata in un buon numero di camere, e con riscontri per due differenti parti: in uno di essi riscontri si veggono sette camere molto acconciamente adornate di pitture e di statue, ed i fregi, e le volte di esse son tutte dipinte a fresco da Bernardino Poccetti, con varie storiettine molto vaghe, e graziose, le quali stanze così dipinte arrivano al numero di 38, che 19 sotto oltre due cortili, ed altrettante al primo piano. In essa casa è ancora un giardinetto assai ben disposto, adornato di sei statue di marmo maggiori del naturale, ed una bella fontana. Salendo poscia al primo piano vi sono le camere corrispondenti a quelle da basso altresì, e fra l'altre cose di stima vi è una ricca Galleria con due altre stanze adornate di statue, e pitture d'artefici di più onorata nominanza, e de' più eccellenti maestri". 
Nel 1752 furono fatte modifiche interne da Gasparo Maria Paoletti (dell'intervento reca in particolare memoria un elegante scalone a doppia rampa). Così Mazzino Fossi: "Secondo il Franceschini, il primo e il secondo piano sono opera di Baccio d'Agnolo o di Giuliano di Baccio. Al posto delle finestre quadrate del mezzanino forse vi era una terrazza come nei palazzi Niccolini, Ginori, Guadagni. Doveva avere una sola porta. La riduzione allo stato attuale il Franceschini l'assegna all'Ammannati. In realtà le due porte possono essere assegnate alla cerchia dell'Ammannati (cfr. con la porta di palazzo Vitali, attribuibile, con il resto, ad un artista che opera nell'ambito dell'Ammannati). È da escludere che sia opera di Bartolomeo lo stemma Gerini poiché questi entrarono in possesso del palazzo nel 1650. È molto più giusto pensare, col Carocci, che il rifacimento sia opera di Gherardo Silvani".

### Otto e Novecento
Nel 1798 i Gerini acquistarono anche un palazzetto adiacente, al n. 40, forse opera di Baccio d'Agnolo; tale palazzo, già Serguidi, esso fu progettato per tale famiglia negli anni ottanta del Cinquecento da Bernardo Buontalenti (il nome risulta dal Baldinucci e dal Fantozzi, che lo dice "riedificato da' fondamenti") e ristrutturato una prima volta da Gherardo Silvani nel Seicento. Dopo essere stato dei Martelli e dei Ricciardi pervenne dunque ai Gerini: questi, nello stesso anno, incaricarono il pittore Angiolo Angiolini di un importante intervento decorativo consistente in una serie di vedute al naturale "al gusto moderno" poste in un ambiente terreno affacciato sul giardino interno.

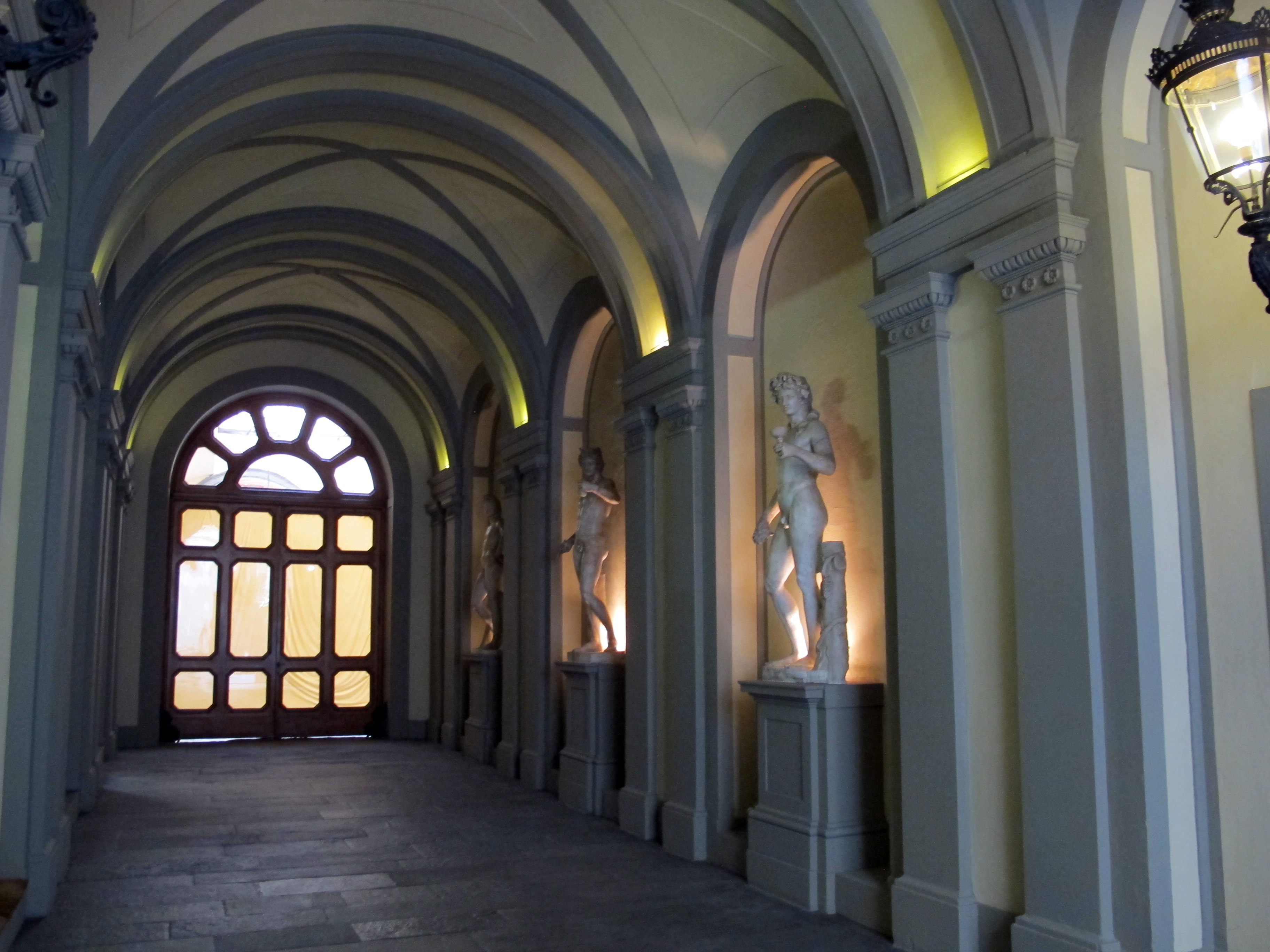
L'ingresso carrozzabile di Giuseppe Poggi

Negli anni cinquanta dell'Ottocento 1850 Giuseppe Poggi amalgamò le due facciate, creandone una gemella sul palazzetto secondario, con finestre inginocchiate dai timpani triangolari e ricurvi e le lesene decorate da mascheroni; inoltre si occupò degli interni dell'intero edificio, in un progetto unico che comprendeva ogni elemento estetico dei numerosi e ampi saloni: dagli stucchi, agli affreschi, alla tappezzerie, all'arredamento. Questo intervento portò alla distruzione dei cicli ad affresco del piano nobile del palazzo.
L'antico portone del palazzetto attribuito a Baccio d'Agnolo, in asse con il cortile interno, venne eliminato, come anche le tre finestre al piano terra, sostituite da arcate in stile neo-brunelleschiano. Il nuovo ingresso, con un ampio portale con arco a tutto sesto sormontato da un timpano, venne a trovarsi in posizione eccentrica rispetto al cortile, e l'androne di entrata, largo abbastanza da far passare le carrozze, fu ornato di statue antiche e lumi in ghisa, tra fasce decorative color pietra. La facciata ha un'estensione di nove assi per tre piani più un mezzanino sotto tetto; il pian terreno ha una fila di finestre inginocchiate, mentre il piano nobile ha un paramento in bozze rustiche. Al centro del fronte è uno scudo sormontato da un mascherone con l'arme dei Gerini (di rosso, a tre catene poste in banda d'oro, e al capo del secondo, caricato di un corno da caccia del primo) accompagnato dal motto Coelum non animum muto. 

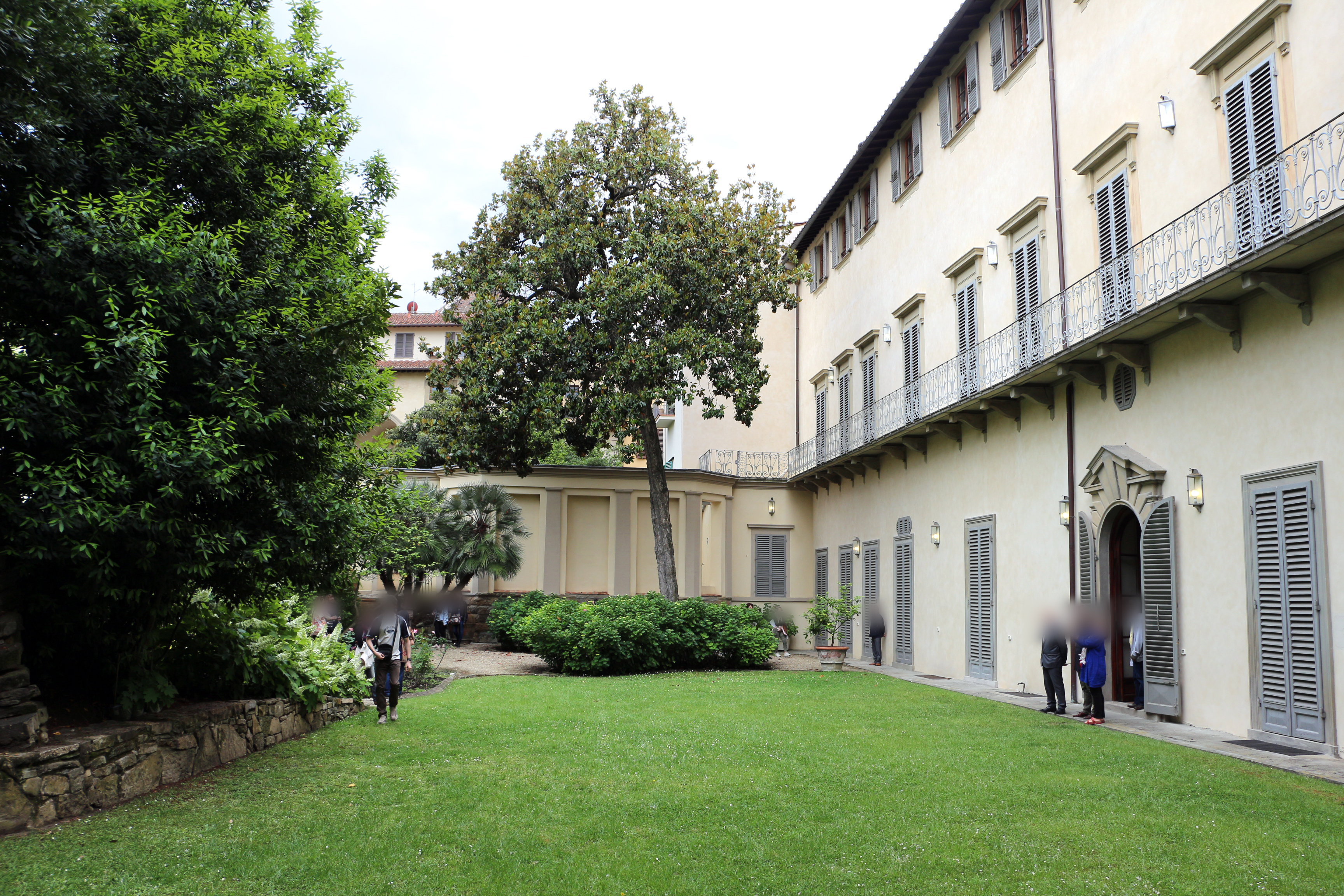
Il giardino ottocentesco

Secondo Arianna Nizzi Grifi, dell'antico palazzo eretto da Baccio d'Agnolo si conserverebbe solo il cortile interno, mentre il fronte sarebbe frutto dell'intervento promosso dai Salviati alla fine del Cinquecento "per il quale le fonti ipotizzano il nome del giovanissimo Gherardo Silvani".  Nel cortile cinquecentesco il loggiato venne trasformato in atrio chiuso tamponando le arcate con vetrate in pesanti telai in legno, secondo il gusto allora dominante. Restano comunque i capitelli antichi, decorati semplicemente solo da alcune rosette. L'ambiente è inoltre decorato da medaglioni con busti di imperatori romani in stucco e bausti marmorei su piedistalli intagliati. 
Negli interni la letteratura segnala una galleria al piano nobile affrescata da Cosimo Ulivelli (1670 ca.), al piano terreno tre affreschi di Anton Domenico Gabbiani (anni ottanta del Seicento), e ancora pitture murali di Giuseppe Zocchi, tra le quali un'Allegoria delle Arti (1759), e di Vincenzo Meucci (1760). Elemento dominante e unificante degli ambienti al piano nobile è comunque l'intervento realizzato da Giuseppe Poggi, con decorazioni pittoriche dovute ai principali pittori del tempo, tra i quali Luigi Sabatelli, Giuseppe Bezzuoli, Antonio Marini e Annibale Gatti. 
La facciata fu restaurata nel 1938. Il palazzo appare nell'elenco redatto nel 1901 dalla Direzione Generale delle Antichità e Belle Arti, quale edificio monumentale da considerare patrimonio artistico nazionale.
Oggi la proprietà è ancora dei Gerini. Nel 2019, in alcune sale al piano terra, è stata inaugurata l'esposizione multimediale "Dante-Pinocchio".

## Bibliografia

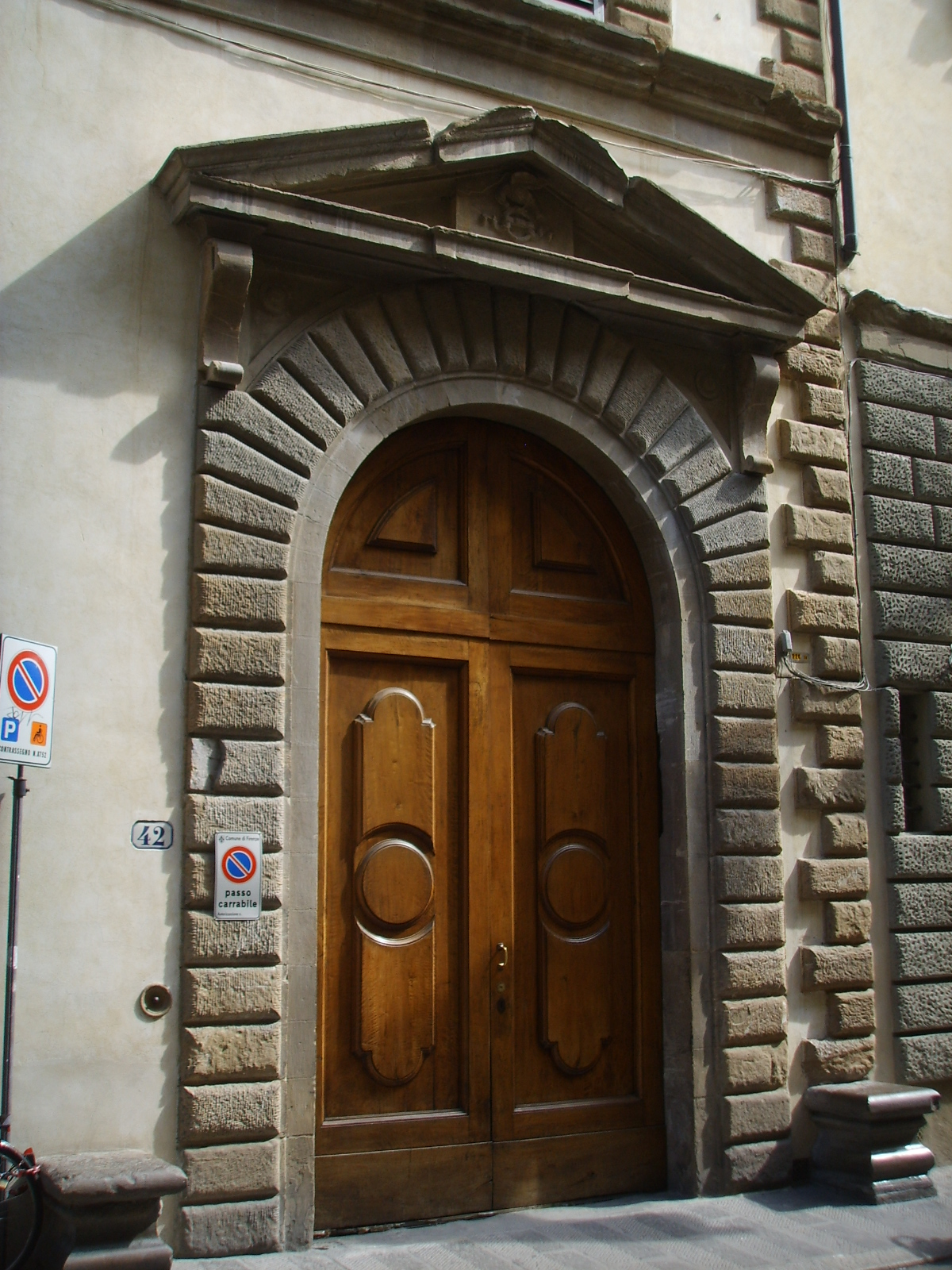
Il portale principale, rifatto dal Poggi nell'Ottocento

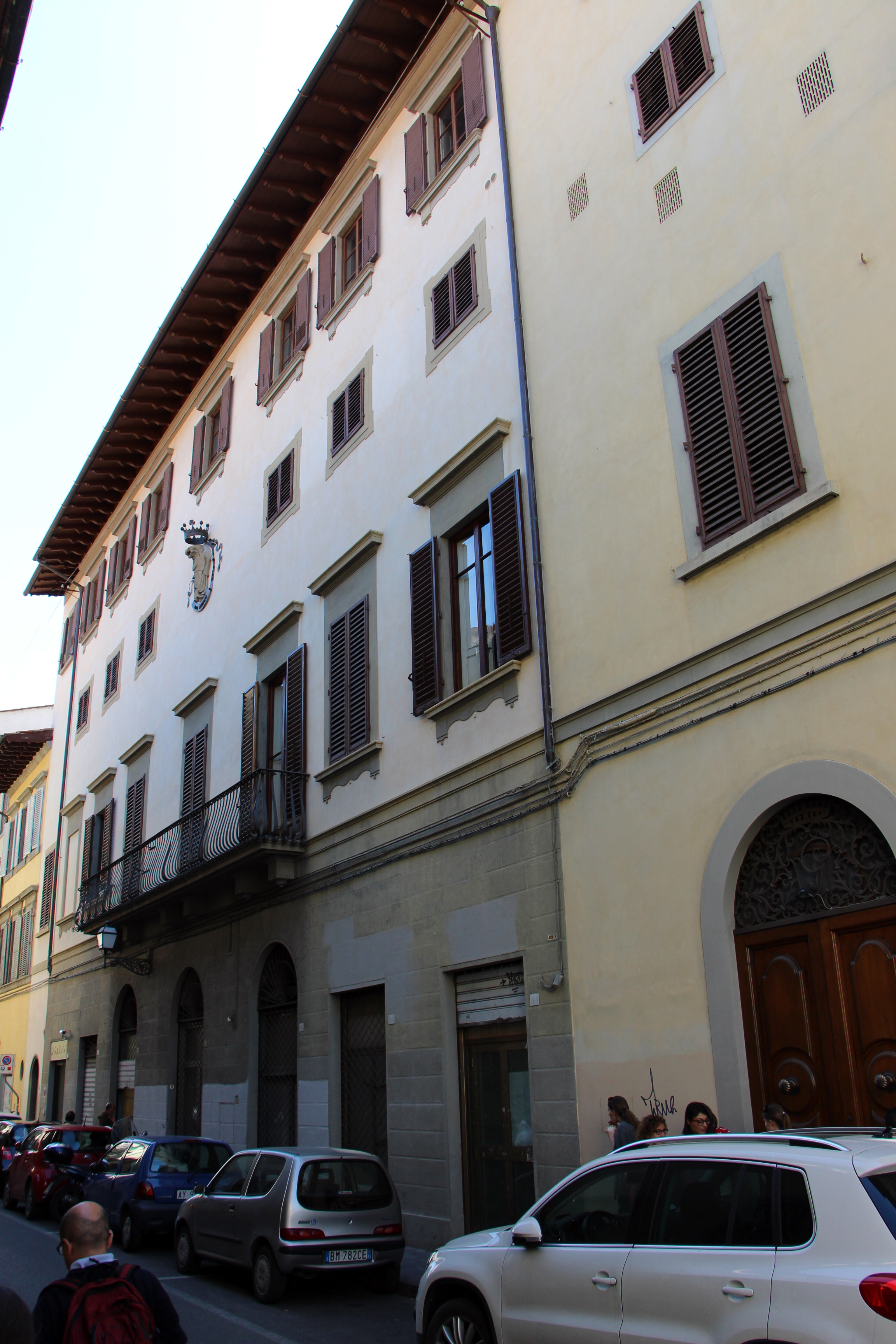
L'affaccio su via Alfani, con un altro stemma Gerini